# Emmanuel Pauwels
Emmanuel Pauwels (ur. w 1903, zm. ?) – belgijski żeglarz, olimpijczyk.
Na regatach rozegranych podczas Letnich Igrzysk Olimpijskich 1924 wystąpił w klasie 8 metrów zajmując czwartą pozycję. Załogę jachtu Antwerpia V tworzyli również Fernand Carlier, Maurice Passelecq, Victor Vanderslyen i Paul Van Halteren.